# Raumschiffe und Raumstationen im Star-Trek-Universum
Dieser Artikel beschreibt die wichtigsten Raumschiffe und Raumstationen, die auch Sternenbasen genannt werden, im fiktiven Star-Trek-Universum.

## Raumschiffe

### SS Botany Bay
Die SS Botany Bay (benannt nach der gleichnamigen Bucht in Australien) ist ein irdisches Raumschiff der DY-100-Klasse aus dem späten 20. Jahrhundert. In den 1990er Jahren kommt es auf der Erde zu den sogenannten Eugenischen Kriegen, in denen genetisch veränderte Übermenschen (Augments) die Herrschaft in zahlreichen Staaten der Erde übernehmen und anschließend wieder gestürzt werden. Khan Noonien Singh, einer der mächtigsten dieser Herrscher, nutzt die Botany Bay, um im Jahr 1996 mit 84 seiner Anhänger von der Erde zu fliehen. Da das Schiff noch keinen  Antrieb aufweist, der Geschwindigkeiten schneller als das Licht ermöglichen würde, begibt sich die Besatzung in Kryostase.
Da die Aufzeichnungen über ihren Start vernichtet werden, geht das Wissen um die Botany Bay mit der Zeit allmählich verloren. Mitte des 22. Jahrhunderts gilt sie als Mythos. Erst im Jahr 2267 wird sie von der USS Enterprise (NCC 1701) unter dem Kommando von James T. Kirk wiederentdeckt. Zu dieser Zeit sind noch 73 Besatzungsmitglieder am Leben. Kahn wird ebenfalls aufgeweckt. Da er sich nur als Khan vorstellt, ist Kirk und seinen Leuten zunächst nicht klar, mit wem sie es zu tun haben. Erst nach einer Weile finden sie heraus, dass sie auf Khan Noonien Singh gestoßen sind. In der Zwischenzeit plant Khan, die Enterprise zu übernehmen. Er bringt die Historikerin Marla McGivers auf seine Seite und weckt den Rest seiner Leute auf. Sie bringen die Enterprise unter ihre Kontrolle, doch der Besatzung gelingt es schließlich, das Schiff zurückzuerobern. Eine Verhandlung wird einberufen und Kirk bietet an, keine Anklage zu erheben, wenn Khan und seine Leute im Gegenzug einer Verbannung auf den nahe gelegenen Planeten Ceti Alpha V akzeptieren. Khan willigt ein und McGivers begleitet ihn.
Auf Ceti Alpha V wird die Botany Bay zerlegt und von den Exilanten als Behausung genutzt. Nach nur sechs Monaten explodiert der Nachbarplanet Ceti Alpha VI und die Umlaufbahn von Ceti Alpha V verschiebt sich, wodurch das Klima extrem lebensfeindlich wird. 20 von Khans Leuten sterben, darunter auch McGivers. Die Sternenflotte registriert diese Katastrophe zunächst nicht. Erst im Jahr 2285 besucht mit der USS Reliant wieder ein Raumschiff der Sternenflotte das Sternensystem. Captain Clark Terrell und sein erster Offizier Pavel Chekov untersuchen die Oberfläche von Ceti Alpha V, den sie irrtümlich für Ceti Alpha VI halten. Dabei stoßen sie zufällig auf die verbliebenen Überlebenden der Botany Bay und werden dort von Khan und seinen Leuten gefangen genommen, die die Reliant entführen. Khan will sich nun an Kirk rächen, wird aber von diesem schließlich endgültig besiegt.
Die Botany Bay ist erstmals in der Folge Der schlafende Tiger der Serie Raumschiff Enterprise und (in zerlegtem Zustand) noch einmal im Spielfilm Star Trek II: Der Zorn des Khan zu sehen. In mehreren weiteren Folgen verschiedener Star-Trek-Serien wird sie erwähnt.

### HMS Bounty
Die HMS Bounty ist ein klingonisches Kriegsschiff vom Typ Bird of Prey und das erste Schiff dieses Typs, das in Star Trek zu sehen ist. Ihr ursprünglicher Name ist unbekannt. Im Film Star Trek III: Auf der Suche nach Mr. Spock steht das Schiff im Jahr 2285 unter dem Kommando von Captain Kruge, der auf eigene Faust versucht, das Wissen über das Genesis-Projekt der Föderation zu erlangen, um es als Waffe einzusetzen. Kruge fliegt zum Genesis-Planeten und zerstört das im Orbit befindliche Forschungsschiff USS Grissom. Auf der Oberfläche befindet sich ein Außenteam bestehend aus Lieutenant Saavik und Dr. David Marcus, die dort den wiederbelebten Spock gefunden haben. Kruge nimmt die drei als Geiseln. In der Zwischenzeit kapert James T. Kirk gemeinsam mit seinen Führungsoffizieren die USS Enterprise (NCC 1701), um eine nicht genehmigte Rettungsmission durchzuführen. Am Planeten Genesis kommt es zum Kampf zwischen der betagten Enterprise und den Bird-of-Pray der Klingonen. Die Enterprise wird dabei so beschädigt, dass sie kampfunfähig ist. Kruge benutzt die Geiseln, um eine Übergabe der Enterprise zu erzwingen. Jedoch aktiviert Kirk die Selbstzerstörung des Raumschiffes  während ein Großteil von Kruges Besatzung auf die Enterprise beamen, die kurz darauf explodiert. Kirk und seine Leute beamen sich auf den Planeten Genisis und übernehmen letztlich das klingonische Schiff.
Mit dem gekaperten Schiff fliegen Kirk und seine Crew zum Planeten Vulkan, auf dem Spock wieder vollständig genesen soll. Da sie die Enterprise gestohlen haben, hält Dr. McCoy es für passend, das klingonische Schiff nach der Bounty zu benennen, auf der es im Jahr 1789 zur bekanntesten Meuterei in der Geschichte der Seefahrt kam.
Einige Zeit später steuert im Film Star Trek IV: Zurück in die Gegenwart im Jahr 2286 eine unbekannte Sonde auf die Erde zu. Sie sendet für die Menschen unverständliche Signale aus und beginnt damit, die Ozeane des Planeten zu verdampfen. Spock findet heraus, dass die Sonde versucht, mit Buckelwalen zu kommunizieren. Da diese aber im 23. Jahrhundert ausgestorben sind und ihre Sprache nicht imitiert werden kann, sieht Spock keine andere Möglichkeit als eine Zeitreise zu unternehmen. Kirk und seine Crew fliegen mit der Bounty zurück ins Jahr 1986 und bringen von dort ein Buckelwal-Pärchen in die Zukunft, das die Sonde schließlich dazu bringen kann, ihre Aktivitäten einzustellen. Die Bounty stürzt bei ihrer Rückreise in die Bucht von San Francisco und sinkt dort auf Grund.
Irgendwann später wird das Schiff geborgen und im Sternenflottenmuseum ausgestellt. Jack Crusher und Fähnrich Sidney La Forge stehlen im Jahr 2401 die Tarnvorrichtung der Bounty, um sie auf der USS Titan NCC-80102-A) einzubauen (Star Trek: Picard, Folge 3.06: Die Bounty).

### USS Cerritos (NCC-75567)
Die USS Cerritos ist ein Raumschiff der sogenannten California-Klasse. Sie wird in der Serie  Star Trek: Lower Decks von Carol Freeman (Dawnn Lewis) kommandiert. Raumschiffe der California-Klasse gehören zu den weniger bedeutenden Raumschiffen in der Sternenflotte, denen tendenziell nur Routineaufgaben zugeteilt werden. Laut Mike McMahan haben Raumschiffe der California-Klasse farbige Markierungen: rot, blau oder gelb. Die USS Cerritos hat eine gelbe Markierung, weil ihre Primäraufgabe die Durchführung von sogenannten  Zweit-Kontakt-Missionen ist.

### USS Dauntless (NCC-80816)
Die USS Dauntless ist ein Schiff, das im Jahr 2384 unter dem Kommando von Admiral Kathryn Janeway steht und auf der Suche nach der vermissten USS Protostar ist. Die Besatzung ahnt nicht, dass zeitreisende Agenten der Vau N’Akat die Protostar nutzen wollen, um sich an der Föderation zu rächen, die sie für einen zukünftigen verheerenden Bürgerkrieg auf ihrem Heimatplaneten verantwortlich machen. Die Besatzung der Protostar findet heraus, dass von ihrem Schiff ein Virus auf den Rest der Sternenflotte übertragen werden soll. Sie halten deshalb zunächst absolute Funkstille, sind dadurch aber auch außerstande, ihr Problem zu erklären, als die Protostar von der Dauntless gestellt wird. Ensign Ascencia, ein Besatzungsmitglied der Dauntless, ist eine Agentin der Vau N’Akat. Sie beamt auf die Protostar und überträgt den Virus zunächst auf die Dauntless und damit auch auf alle anderen Schiffe der Flotte. Die Dauntless und die anderen Schiffe könnten schließlich nur durch die Selbstzerstörung der Protostar vor der Vernichtung bewahrt werden.
Die Dauntless spielt eine wichtige Rolle in der im Jahr 2021 gestarteten animierten Serie Star Trek: Prodigy. Der Name und einige Designelemente des Schiffs gehen zurück auf ein Schiff, das in Folge 4.26 (In Furcht und Hoffnung) von Star Trek: Raumschiff Voyager aus dem Jahr 1998 gezeigt wurde. Dabei handelte es sich um ein vermeintliches experimentelles Raumschiff der Sternenflotte, das der Besatzung der gestrandeten Voyager eine schnellere Heimreise ermöglichen sollte.  Jedoch war diese Dauntless in Wahrheit eine raffinierte Falle, mit der die Besatzung der Voyager in die Hände der Borg getrieben werden sollte.

### Raumschiffe mit dem Namen Defiant

#### USS Defiant (NCC-1764)
Die Defiant ist ein Raumschiff des 23. Jahrhunderts. Sie gehört der Constitution-Klasse an und ist damit ein Schwesterschiff der USS Enterprise (NCC 1701). Während des Krieges gegen die Klingonen dient sie im Jahr 2256 als Patrouillenschiff. Im Jahr 2268 gerät sie in eine Falle der Tholianer, wodurch sie zeitweise in ein anderes Universum versetzt wird. Als die Enterprise ihrem Notruf nachkommt, findet sie die gesamte Besatzung tot vor. Die Enterprise wird ebenfalls von den Tholianern bedroht, kann ihnen aber schließlich entkommen, während die Defiant nun dauerhaft verschwindet. Sie gelangt in das sogenannte Spiegeluniversum und macht zugleich eine Zeitreise zurück ins Jahr 2155. Dort wird sie von der ISS Enterprise (NX-01), einem Raumschiff des Terranischen Imperiums unter dem Kommando von Jonathan Archer, gefunden und geborgen. Archer wird wenig später von seiner Geliebten Hoshi Sato vergiftet, die das Kommando übernimmt und die überlegene Technik der Defiant nutzt, um sich zur Imperatorin aufzuschwingen.

#### USS Defiant (NX-74205)
Die USS Defiant wird ab dem Jahr 2371, als Reaktion auf den Erstkontakt mit dem feindseligen Dominion, bei der Raumstation Deep-Space-Nine stationiert. Sie ist das Typschiff der nach ihr benannten Defiant-Klasse. Die Defiant ist ein Kriegsschiff, das ursprünglich für den Kampf gegen die Borg entwickelt wurde. Sie verfügt über eine Tarnvorrichtung, wodurch sie in der Lage ist, für gegnerische Sensoren unsichtbar zu werden. Die Tarnvorrichtung wurde mit dem Einverständnis der Romulaner eingebaut, unter der Bedingung, dass sie ausschließlich im Gamma-Quadranten aktiviert wird. Anfänglich ist auch eine romulanische Offizierin für die Bedienung der Tarnvorrichtung verantwortlich. Die Defiant unternimmt zahlreiche Aufklärungsmissionen in den Gamma-Quadranten. Sie dient außerdem 2372/73 im kurzzeitigen Krieg zwischen den Klingonen und der Föderation und hilft im Jahr 2373 bei der Abwehr eines Angriffs der Borg auf die Erde. Gegen Ende des Dominion-Kriegs im Jahr 2375 wird die Defiant im Kampf gegen die Breen zerstört.

#### USS Sao Paulo (NCC-75633)/USS Defiant (NX-74205)
Kurz nach ihrer Zerstörung wird die USS Defiant (NX-74205) durch die baugleiche USS Sao Paulo ersetzt, die wenige Tage danach umbenannt wird und sowohl den Namen als auch die Registriernummer der USS Defiant erhält. Am Ende des Jahres 2375 gehört sie einer Flotte aus klingonischen, romulanischen und Föderationsschiffen an, die Cardassia Prime erobern und damit den Dominion-Krieg beenden.
Laut den nicht-kanonischen Deep-Space-Nine-Romanen (Siehe auch: Star Trek: Deep Space Nine (Literarische Fortsetzung)) wird die Defiant im Folgejahr von einem Kriegsschiff zu einem Forschungsschiff umgerüstet.
Nach der Außerdienststellung wird die Defiant ins Sternenflottenmuseum auf Athan Prime überführt und ist dort mindestens bis ins Jahr 2402 als Museumsschiff ausgestellt.

#### ISS Defiant (NX-74205)
Die ISS Defiant ist das Gegenstück der USS Defiant NX-74205 aus dem Spiegeluniversum. Smiley O’Brien, das Gegenstück von Miles O’Brien im Spiegeluniversum, kann die Konstruktionspläne der originalen Defiant an sich bringen und das Schiff nachbauen, nachdem die Terranische Rebellion die Raumstation Terok Nor erobert hat. Die ISS Defiant ist mindestens bis ins Jahr 2375 aktiv.

### USS Discovery (NCC-1031)
Die USS Discovery ist zugleich namensgebendes Schiff und Haupthandlungsort der Fernsehserie Star Trek: Discovery. Die Discovery ist ein experimentelles Schiff der Crossfield-Klasse, auf der der sogenannte Sporenantrieb erforscht wird, der Sprünge von 90 Lichtjahren unter Benutzung der Sporen eines Pilzes durchführen kann. Sie spielt eine wesentliche Rolle im Krieg der Föderation gegen die Klingonen im Jahr 2256.
Im Jahr 2257 wird die Discovery 930 Jahre in die Zukunft versetzt. Aufgrund der vorangegangenen Geschehnisse in der zweiten Staffel der Serie erklärt sich, warum sowohl die Schiffe der Crossfield-Klasse als auch die Sporenantriebstechnologie in anderen Serien oder Filmen des Star-Trek-Franchises nicht erwähnt wurden.

### Raumschiffe mit dem Namensbestandteil Enterprise
Bis auf das Raumschiff aus der im 22. Jahrhundert spielenden Fernsehserie Star Trek: Enterprise und einen Vorgänger teilen sich alle Schiffe sowohl das Präfix USS (für United Star Ship oder für United Space Ship) als auch die Registriernummer NCC-1701, die für die Nachfolgeschiffe um einen Buchstaben ergänzt wird.

#### Übersicht
| Bezeichnung                                  | Kommandant | Stapellauf                               | Verbleib | Auftritt in Serien/Filmen |
| -------------------------------------------- | --- | ---------------------------------------- | --- | --- |
| Enterprise NX-01                             | Captain Jonathan Archer | 2151                                     | 2161 außer Dienst gestellt, wird in ein Museumsschiff umgewandelt und der Smithsonian-Orbitalausstellung vermacht | Star Trek: Enterprise |
| USS Enterprise NCC-1701                      | Captain Robert April, Captain Christopher Pike, Captain James Tiberius Kirk, Captain Willard Decker, Captain Spock, Admiral James T. Kirk | 2245                                     | 2286 von Admiral Kirk per Selbstzerstörungsbefehl vernichtet | Raumschiff Enterprise, Die Enterprise, Star Trek: Deep Space Nine (eine Folge), Star Trek: Enterprise (Folge Dies sind die Abenteuer), Star Trek: Discovery (4 Folgen), Star Trek: Short Treks (4 Folgen), Star Trek: Der Film, Star Trek II: Der Zorn des Khan, Star Trek III: Auf der Suche nach Mr. Spock, Star Trek: Strange New Worlds |
| USS Enterprise NCC-1701 (Kelvin-Zeitlinie)   | Captain Christopher Pike, Captain James Tiberius Kirk, Commander Spock                                                                    | 2258                                     | Wird durch Kralls „Bienen“ zerstört, Untertassensektion stürzt ab | Star Trek (2009), Star Trek Into Darkness, Star Trek Beyond |
| USS Enterprise NCC-1701-A                    | Captain James Tiberius Kirk | 2286                                     | 2293 außer Dienst gestellt. Museumsschiff im Sternenflottenmuseum auf Athan Prime | Star Trek IV: Zurück in die Gegenwart, Star Trek V: Am Rande des Universums, Star Trek VI: Das unentdeckte Land |
| USS Enterprise NCC-1701-A (Kelvin-Zeitlinie) | Captain James Tiberius Kirk |                                          | Unbekannt | Star Trek Beyond |
| USS Enterprise NCC-1701-B                    | Captain John Harriman | 2293                                     | Auf dem Jungfernflug bei einer Rettungsaktion zweier Frachter aus einem Energieband schwer von selbigem beschädigt; Verbleib unbekannt | Star Trek: Treffen der Generationen |
| USS Enterprise NCC-1701-C                    | Captain Rachel Garrett, Lt. Richard Castillo (ab 2344 nach Garretts Tod)                                                                  | 2332                                     | 2344 in der Schlacht von Narendra III durch romulanische Angreifer zerstört | Raumschiff Enterprise – Das nächste Jahrhundert (Folge Die alte Enterprise) |
| USS Enterprise NCC-1701-D                    | Captain Jean-Luc Picard, Captain William T. Riker (2367, temporär), Captain Edward Jellico (2369, temporär)                               | 4. Oktober 2363                          | Antriebssektion infolge eines klingonischen Angriffes 2371 zerstört; Untertassensektion erlitt eine Bruchlandung auf Veridian III Nach Bergung der Untertassensektion im Rahmen der Obersten Direktive im Sternenflottenmuseum auf Athan Prime von Geordi La Forge restauriert. | Raumschiff Enterprise – Das nächste Jahrhundert, Star Trek: Deep Space Nine, Star Trek: Treffen der Generationen, Star Trek: Enterprise (Folge Dies sind die Abenteuer), Star Trek: Picard |
| USS Enterprise NCC-1701-E                    | Captain Jean-Luc Picard | 2372                                     | Nach dem Frontalzusammenstoß mit der Scimitar, Shinzons Flaggschiff, schwer beschädigt, Verbleib unbekannt | Star Trek: Der erste Kontakt, Star Trek: Der Aufstand, Star Trek: Nemesis |
| USS Enterprise NCC-1701-F                    | Admiral Elizabeth Shelby | spätes 24. Jahrhundert                   | 2401 vorzeitig außer Dienst gestellt | Star Trek: Picard |
| USS Enterprise NCC-1701-G                    | Captain Seven of Nine | 2396                                     | 2396 als USS Titan NCC-80102-A in Dienst gestellt, 2402 in Enterprise umbenannt, aktiv | Star Trek: Picard |
| USS Enterprise NCC-1701-J                    | Unbekannt | 26. Jahrhundert (zwischen 2501 und 2600) | Nimmt an der Schlacht bei Procyon V teil; ob das Schiff zerstört wird, bleibt unbekannt | Star Trek: Enterprise (Folge Azati Prime) |

Notiz: Die Raumschiffe Enterprise mit den Buchstaben H bis I sind nicht kanonisch belegt.

#### USS Enterprise XCV-330
Das Schiff ist in Star Trek: Der Film auf einem der Bilder zu sehen, die vergangene Schiffe mit dem Namen Enterprise zeigen. Sie wird auch in der Folge Erstflug der Serie Star Trek: Enterprise erwähnt, taucht jedoch bereits als Teil der Hintergrundkulisse im ersten Kinofilm auf. Ursprünglich war das Modell ein früher Entwurf für die Enterprise der Originalserie. Das Design wurde in abgewandelter Form für die Schiffe der Vulkanier bei Star Trek: Enterprise wie auch für das NASA-Designkonzept der IXS Enterprise genutzt.

#### Enterprise (NX-01)
Die Enterprise der NX-Klasse mit der Registriernummer NX-01 ist das Raumschiff von Jonathan Archer aus der Fernsehserie Enterprise. Da diese Serie in den „Pioniertagen“ der Raumfahrt lange vor den anderen Serien spielt, ähnelt das Modell nur entfernt den anderen Raumschiffen. Die Enterprise und ihre Schwesterschiffe sind als Forschungsschiffe entworfen worden und sind ca. 225 Meter lang, verfügen über 7 Decks und haben eine Standardbesatzung von 83 Personen. Die NX-Klasse ist die erste Schiffsklasse der neu gegründeten Sternenflotte noch unter der Flagge der Vereinigten Erde. Sie erreicht Warp 5 und setzt damit neue Maßstäbe in Sachen Geschwindigkeit und Größe. Sie verfügt noch nicht über die aus den anderen Serien und Filmen bekannte Bewaffnung und Schutzschilde, sondern ist stattdessen mit Phasenkanonen, Photoniktorpedos und einer polarisierbaren Hüllenpanzerung ausgestattet. Die Enterprise verfügt ebenfalls über die ersten freigegebenen Materietransporter der irdischen Sternenflotte. John Evans und Doug Drexler, die verantwortlichen Designer bei Paramount, verwendeten als Grundlage unter anderem Abbildungen eines Kampfflugzeuges aus dem Zweiten Weltkrieg (Lockheed P-38 Lightning), um den gewünschten „Retro-Look“ zu erzeugen. Drexler sagt, er habe zudem zahlreiche Anspielungen auf technische Eigenschaften der NCC-1701 eingebaut.
Bei den Fans war das Modell jedoch recht schnell umstritten, weil es eine frappierende Ähnlichkeit mit einer umgedrehten „Akira-Klasse“ aus dem fiktiven 24. Jahrhundert aufweist, zu sehen unter anderem im achten Kinofilm Star Trek: Der erste Kontakt. So erhielt das Schiff den Spitznamen „Akiraprise“. Auch das Brückendesign geriet in die Kritik, da nur wenige Anspielungen auf die spätere Enterprise der Kirk-Ära gemacht wurden. Unter anderem ähneln die Computerbildschirme jenen in anderen, bekannten Raumschiffen aus Star Trek überhaupt nicht.
Auf einem Display in der Episode „Die Abweichung“ (Zeit: 4 min 25 s) erhält diese Enterprise ebenfalls das später übliche Flottenpräfix „USS“, allerdings ist dies ein Produktionsfehler.
Im Film Star Trek Into Darkness ist in einer kurzen Szene im Büro von Admiral Marcus ein Modell der Enterprise (NX-01) in einer Reihe mit historischen Modellschiffen wie dem Spaceshuttle Enterprise, der Ares V, der Phoenix und der USS Kelvin zu sehen. Als Nachfolger in dieser Reihe steht nicht, wie zu erwarten, die USS Enterprise (NCC-1701), sondern die USS Vengeance. Dieser Umstand wird durch die Handlung und die Motive von Admiral Marcus gegen Ende des Films aufgeklärt.

#### USS Enterprise (NCC-1701)
Die USS Enterprise (Constitution-Klasse) mit der Registriernummer NCC-1701 ist das Raumschiff von James Tiberius Kirk aus der Fernsehserie Raumschiff Enterprise (sowie der Zeichentrick-Fortsetzung Die Enterprise). Im ersten Pilotfilm untersteht die USS Enterprise dem Kommando von Captain Christopher Pike. In einer früheren Drehbuchfassung hieß der erste Kommandant der Enterprise Robert T. April. Beide Kirk-Vorgänger werden in den Star-Trek-Episoden vorgestellt: Pike taucht dabei das erste Mal in der Doppelepisode Talos IV – Tabu auf, die Szenen aus dem ersten Pilotfilm verwendete. April tritt erst in der Zeichentrickserie „Die Enterprise“ auf.
In der Originalserie ist die Enterprise 289 m lang und hat 23 Decks. Auf Deck 1 befindet sich die Brücke und auf Deck 19 der Hauptmaschinenraum.
In veränderter Form kommt das Schiff auch in den Kinofilmen Star Trek: Der Film sowie Star Trek II: Der Zorn des Khan und Star Trek III: Auf der Suche nach Mr. Spock vor, sowie in einer Folge von Star Trek: Deep Space Nine. Das Modell wurde von Walter M. Jefferies (1921–2003), Designer bei Paramount, 1960 gezeichnet. Jefferies versuchte, seinen Entwurf möglichst futuristisch zu gestalten und ihn von den damals bekannten Raketen abzuheben, dabei trotzdem die enorme Antriebskraft des Raumschiffs zu betonen. So entstand das bekannte Design aus einer „fliegenden Untertasse“ mit zwei riesigen Antriebsgondeln. Jefferies gab dem Schiff auch die Seriennummer 1701, nach seinem Bericht wählte er sie völlig willkürlich aus gut lesbaren Ziffern aus. Den Code „NCC“ erklärt Jefferies so: Bis 1948 folgte nach dem Kennbuchstaben „N“ für in den USA zugelassene Flugzeuge im Rufzeichen ein „C (commercial)“ bei Flugzeugen, die der kommerziellen, nichtmilitärischen Luftfahrt dienten. Das zweite „C“ habe er zugefügt, weil es besser aussah. Auf offiziellen Plänen steht NCC für „Naval Construction Contract“. Das 3,30 Meter lange und 90 kg schwere Original-Modell ist im National Air and Space Museum des Smithsonian Institute zu besichtigen. Anlässlich der Überarbeitung der Originalserie, bei der die Szenen optisch durch moderne Computereffekte aufgewertet wurden, hat man das Originalmodell mittels moderner Methoden vermessen, um ein identisch aussehendes CGI-Modell zu erstellen. Neben diesen Modellen existiert noch eine neue physische Enterprise, die für die Episode Immer die Last mit den Tribbles aus der Serie Star Trek: Deep Space Nine gebaut wurde. Für das Finale der Serie Star Trek: Enterprise wurde ein Computermodell geschaffen, welches allerdings nicht für die Überarbeitung der alten Serie verwendet wurde.
Als Erinnerung an das legendäre Design der Ur-Enterprise von Walter M. Jefferies, auf dem alle späteren Enterprises sowie nahezu alle weiteren Sternenflottenschiffe basieren, werden die Wartungsröhren in den folgenden Serien grundsätzlich als „Jefferies-Röhren“ bezeichnet.
Für den Film Star Trek (2009) wurde ein neues Modell erstellt, das äußerlich wieder mehr Ähnlichkeit mit dem der Originalserie hat. Die Gänge sind in Weiß gehalten und haben einen runden Querschnitt. Die Brücke wirkt viel moderner und heller als die früheren Varianten der USS Enterprise.

#### USS Enterprise (NCC-1701-A)

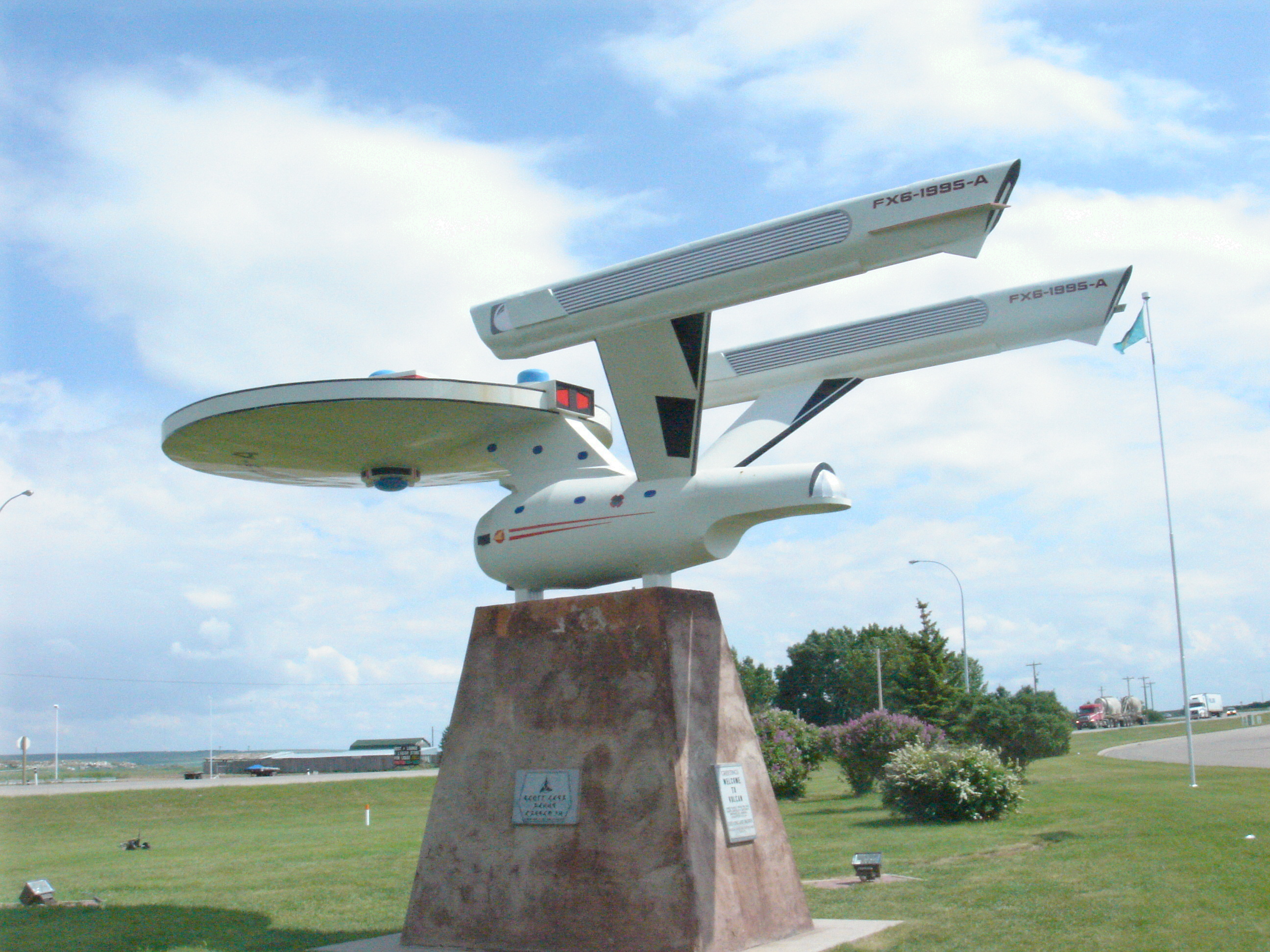
Eine Replik der Enterprise NCC-1701-A, zu sehen in Vulcan, Alberta

Die USS Enterprise (Constitution-Klasse Refit/Enterprise-Klasse) mit der Registriernummer NCC-1701-A ist der nahezu identische Nachfolger der NCC-1701, die im Film Star Trek III: Auf der Suche nach Mr. Spock zerstört wird. In der fiktiven Handlung trug sie während ihrer Konstruktion den Namen USS Yorktown, wird jedoch zu Ehren der Enterprise-Besatzung umbenannt. Dies ist eine Anspielung auf die Anfänge der Serie, denn in der Planungsphase der ersten Star-Trek-Staffel in den 1960ern sollte das Raumschiff noch Yorktown heißen und wird erst später in Enterprise umbenannt. Das Schiff kommt in den Filmen Star Trek IV: Zurück in die Gegenwart, in Star Trek V: Am Rande des Universums sowie in Star Trek VI: Das unentdeckte Land vor.
Andrew Probert und Richard Taylor passten das ursprüngliche Enterprise-Design an den technischen (zum Beispiel berührungsempfindliche Bildschirme) und ästhetischen Fortschritt (Pastellfarben auf der Brücke) an. Das Brückenmodul wurde in den letzten Dienstjahren der Enterprise mehrfach verändert. In Star Trek IV ist eine überarbeitete Version der Originalbrücke aus den Filmen I bis III zu sehen. Für Star Trek V ließ Regisseur William Shatner sie grundlegend verändern, obwohl Star Trek V unmittelbar an Star Trek IV anschließt. Die braunen Pastellfarben sollten einen logischen Übergang im Design zwischen Kirks Enterprise A und Picards Schiff, der Enterprise D, darstellen. In Star Trek VI entschied man sich wieder für ein zweckmäßig härteres, militärischeres Design, um die Dramatik der Handlung zu unterstreichen.
Das etwa 2,54 Meter lange Original-Filmmodell wurde am 7. Oktober 2006 bei der „40 Years of Star Trek: The Collection“-Auktion bei Christie’s in New York City für 284.800 US-Dollar versteigert.

#### USS Enterprise (NCC-1701-B)
Für den nächsten Film Star Trek: Treffen der Generationen wurde ein neues Schiff entworfen. Die USS Enterprise (Excelsior-Klasse Refit) mit der Registriernummer NCC-1701-B ist im Film das Schiff von Captain John Harriman (Alan Ruck). Die NCC-1701-B wird darüber hinaus in einigen Romanen erwähnt.
Das Design ist eine Abwandlung der Excelsior, die Bill George für Star Trek III entworfen hatte. Die Modifikationen erstellte John Eaves für den leitenden Designer Herman Zimmerman. Oft wird daher diese Abwandlung der Excelsior als Excelsior-II-Klasse bezeichnet.
Das ca. 2,35 Meter lange Film-Modell wurde entworfen von Nilo Rodis und von ILM als USS Excelsior für Star Trek III, IV und VI gebaut, später umbenannt und für die Darstellung verschiedener Schiffe in der Serie Raumschiff Enterprise – Das nächste Jahrhundert verwandt. Später wurde es modifiziert, um die Enterprise NCC-1701-B in Star Trek: Treffen der Generationen zu repräsentieren. Im Kinofilm wurde das Modell für die Enterprise B geringfügig geändert. Die Enterprise weist im Gegensatz zur Excelsior einen verbreiterten Rumpf auf. Auf dem Display der Kommandobrücke fehlt diese Veränderung jedoch. Dies liegt daran, dass das endgültige Design des Schiffes bis zu den Aufnahmen im Schiffsinneren noch nicht endgültig feststand. In der Next Generation Serie wurde schon früh das Design der bis dato unbekannten Enterprise-B auf dem Legendendisplay im Konferenzraum der Enterprise-D vorgestellt. Unter der Kennzeichnung USS Lakota NCC-42768 wurde auch dieses Modell bei der 40 Years of Star Trek: The Collection-Auktion bei Christie’s in New York am 7. Oktober 2006 für 132.000 US-Dollar versteigert.

#### USS Enterprise (NCC-1701-C)
Die USS Enterprise (Ambassador-Klasse) mit der Registriernummer NCC-1701-C taucht in der Folge Die alte Enterprise der Serie Raumschiff Enterprise – Das nächste Jahrhundert auf. Das Aussehen des Schiffes lässt die Entwicklung der Raumschiffmodelle A–D erkennen. Sie wird von Captain Rachel Garret (Tricia O’Neil) kommandiert und im Kampf gegen vier Schlachtschiffe der Romulaner bei der Verteidigung eines klingonischen Außenpostens zerstört. Durch diese Tat verbesserten die Drehbuchautoren das Verhältnis zwischen der „Föderation“ und den Klingonen, was den späteren Handlungsverlauf der Serien beeinflusste.
Das Modell des Schiffs wurde später leicht modifiziert und in der Serie als „USS Excalibur“ wiederverwendet.

#### USS Enterprise (NCC-1701-D)

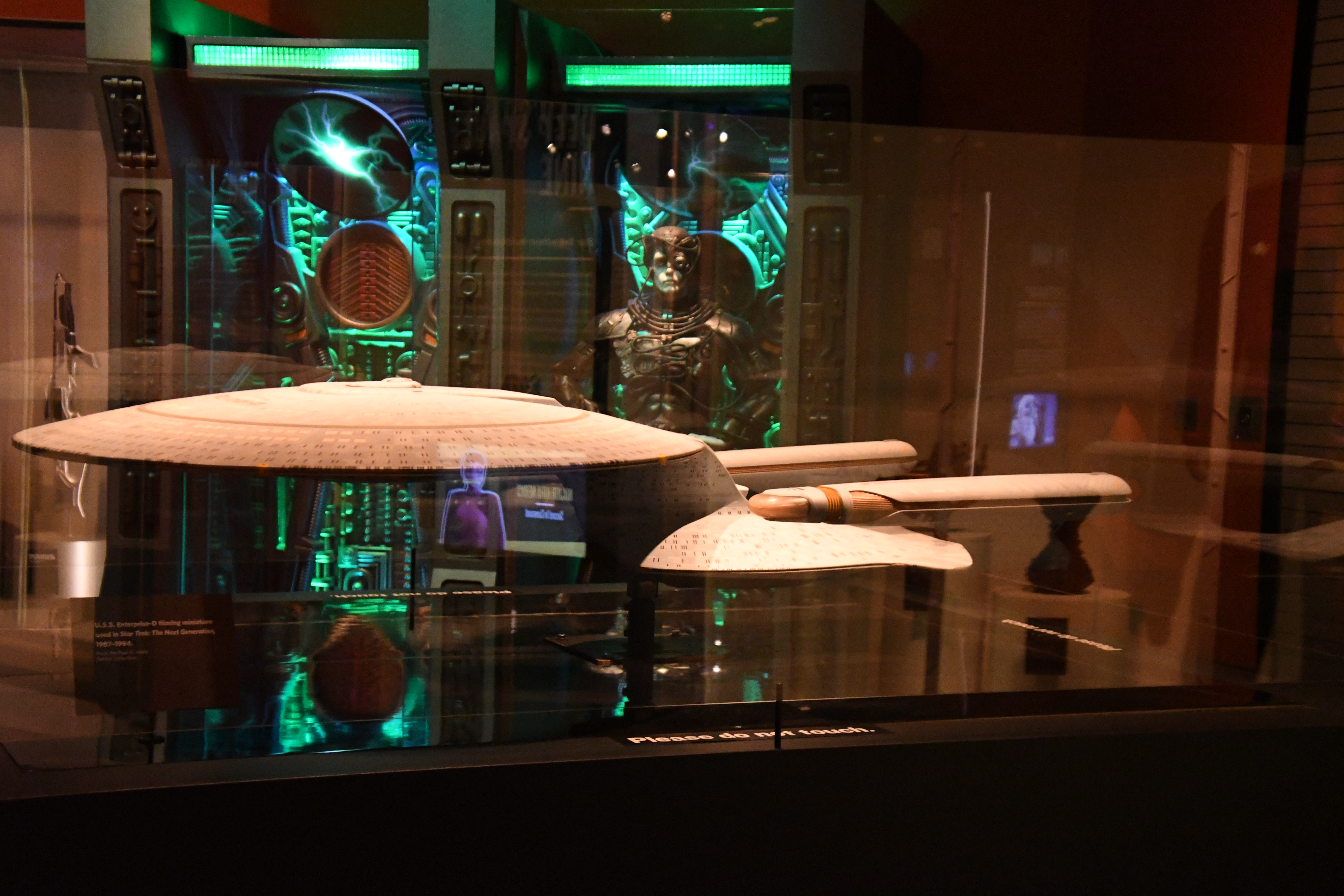
Modell der Enterprise-D

Die USS Enterprise (Galaxy-Klasse) mit der Registriernummer NCC-1701-D ist neben der ursprünglichen NCC-1701 wohl das bekannteste Raumschiff der Serie. Sie wird von Jean-Luc Picard (Patrick Stewart) in der Fernsehserie Raumschiff Enterprise – Das nächste Jahrhundert (1987–1993), dem Pilotfilm zu Star Trek: Deep Space Nine (1993) und dem Kinofilm Star Trek: Treffen der Generationen (1994) kommandiert. Zu sehen ist die Enterprise-D außerdem in der letzten Folge von Star Trek: Enterprise (2005) und in der Serie Star Trek: Picard.
Die Enterprise-D wird in der Pilotfolge von Star Trek: Das nächste Jahrhundert als eines der ersten Schiffe der „Galaxy-Klasse“ eingeführt und im Kinofilm Star Trek: Treffen der Generationen bei einem Feuergefecht mit einem klingonischen Bird-of-Prey schwer beschädigt. Die Antriebssektion wird dabei aufgrund eines Warpkernbruchs zerstört, die Untertassensektion notgelandet. In der dritten Staffel von Star Trek: Picard wird die Untertassensektion von Geordi LaForge und einem Ingenieursteam geborgen, restauriert und mit der Antriebssektion eines weiteren Galaxy-Klasse-Schiffs verbunden, so dass die 1701-D in der Serie eine Wiederauferstehung erlebt.
In der Serie Raumschiff Enterprise – Das nächste Jahrhundert ist die Enterprise-D 642 m lang und hat 42 Decks und eine Besatzung von ca. 1.000 Personen, wobei hier Zivilisten einbezogen sind. Die Schiffe der Galaxy-Klasse sind darauf ausgerichtet, dass Familienmitglieder der Sternenflottencrew und weitere Zivilisten mit an Bord sind. Daher ist sie mit Freizeiteinrichtungen, wie zum Beispiel einem Arboretum und mehreren Holodecks, sowie einer Bar („Zehn Vorne“) ausgerüstet. Die Enterprise-D ist mit 10 Phaserbänken und 2 Photonentorpedorampen bewaffnet. Auf Deck 1 befinden sich Kommandobrücke, Beobachtungslounge und der Bereitschaftsraum des Captains.
Das Design der Enterprise-D stammt von Andrew Probert, der schon an der Umgestaltung der Original-Enterprise für Star Trek: The Motion Picture beteiligt war. Ursprünglich nur mit dem Entwurf der Kommandobrücke der Enterprise-D betraut, hatte Probert in seiner Freizeit auch eine Zeichnung der Schiffshülle angefertigt, die Gene Roddenberry gezeigt wurde. Roddenberry beschloss, den Entwurf als Grundlage für den neuen Schiffstyp zu nehmen. Für den Pilotfilm zu The Next Generation baute Industrial Light and Magic (ILM) unter Aufsicht von Ease Owyeung zwei Modelle (0,6 und 2 Meter lang), die während der ersten beiden Staffeln weiterverwendet wurden. Für die dritte Staffel baute Greg Jein ein 1,5 Meter langes Modell mit detaillierterer Oberfläche, das in der Folge The Defector zum ersten Mal zu sehen ist und dann bis zum Ende der Serie benutzt wurde. Das 2-Meter-Modell fand noch ab und zu Verwendung, wenn eine „Abtrennung der Untertassensektion“ gefilmt werden sollte, und wurde zuletzt bei ILM für Star Trek: Generations aufgearbeitet. Dieses 2-Meter-Modell wurde am 7. Oktober 2006 bei der 40 Years of Star Trek: The Collection-Auktion bei Christie’s in New York für 576.000 US-Dollar an einen Telefonbieter versteigert.
Die Idee der Untertassenabtrennung ist an sich jedoch keine neue Schiffsfunktion, sehr wohl aber die Reintegration der beiden Schiffsteile. Ursprünglich war ein Szenario für die Enterprise (NCC-1701) bereits im ersten Kinofilm geplant, welches eine Evakuierung der Enterprise vorsah, indem die Untertassensektion abgesprengt werden sollte. Diese Szene wurde jedoch zum Teil aus Kostengründen verworfen.
John Knoll von ILM erstellte für Star Trek: Generations auch ein Computergrafik-Modell der Enterprise-D, das in das LightWave-Format übertragen und dann für verschiedene Schiffe in einigen Episoden aus Star Trek: Deep Space Nine und der Folge Timeless aus Star Trek: Voyager eingesetzt wurde. Für die letzte Folge von Star Trek: Enterprise, These Are the Voyages …, entwickelte Gabriel Köerner von Eden FX eine neue 3D-Version des Schiffes.
Die Widmungstafel der Enterprise-D auf der Hauptbrücke beinhaltet das Motto des Schiffes „… to boldly go where no one has gone before“, übersetzt „… um mutig dorthin zu gehen, wo niemand zuvor gewesen ist.“ Das Motto der Enterprise (NCC-1701) unter Captain Kirk beschränkte sich hingegen auf die Forderung „… wo noch nie ein Mensch zuvor gewesen ist“ („… where no man has gone before“) und eröffnete jede Star-Trek-Folge der ersten Serie als abschließender Satz des Intros.

#### USS Enterprise (NCC-1701-E)

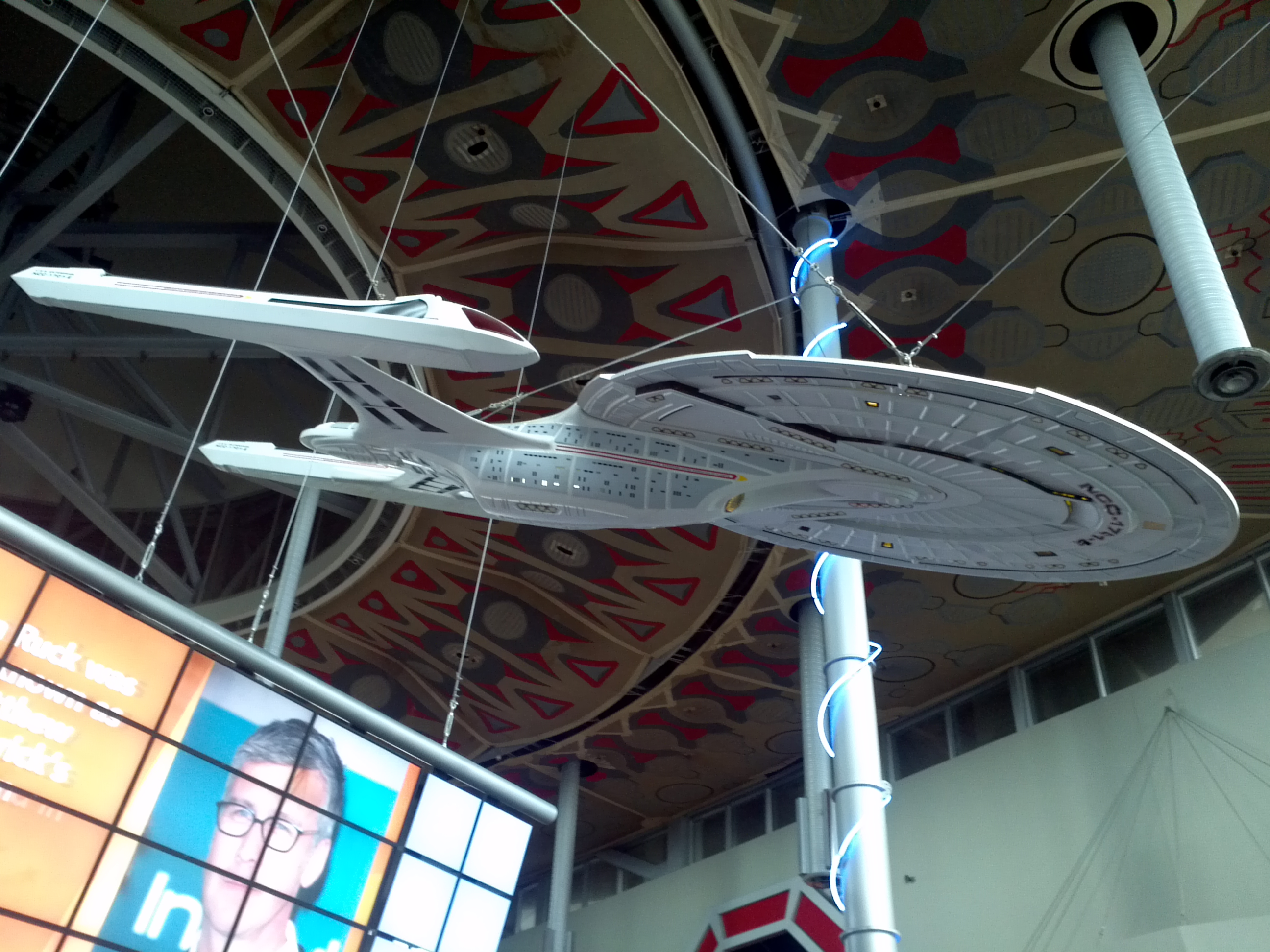
Modell der Enterprise-E

Die USS Enterprise (Sovereign-Klasse) mit der Registriernummer NCC-1701-E aus den Kinofilmen Star Trek: Der erste Kontakt, Star Trek: Der Aufstand und Star Trek: Nemesis steht unter dem Kommando von Jean-Luc Picard. Sie ist aufgrund steigender Spannungen (unter anderem mit dem romulanischen Imperium) weniger auf Forschung, sondern mehr auf Kampfsituationen ausgerichtet, was sich durch stärkere Bewaffnung und Schilde sowie Ausstattung mit Quantentorpedos und stark bewaffneten Shuttles zeigt.
Auch dieses Schiff wurde hauptsächlich von John Eaves und Herman Zimmerman entworfen. Rick Sternbach zeichnete dazu die Blaupausen. Für die Innenräume wurden Aufbauten der Serie Star Trek: Voyager wiederverwendet. Industrial Light and Magic bauten ein drei Meter großes Modell für Star Trek: Der erste Kontakt. In Star Trek: Der Aufstand wurde das Schiff ausschließlich durch Computeranimationen dargestellt. Star Trek: Nemesis verwendete eine Mischung aus Aufnahmen eines physischen Modells und computergenerierten Bildern. Das Schiff gehört der Sovereign-Klasse an. Sovereign bedeutet auf Deutsch der Herrscher/Fürst/Souverän. Dies soll die Erhabenheit dieses Schiffes hervorheben.
Die Enterprise-E wurde laut Rick Berman exklusiv für die Kinofilme entworfen. Es wird keinen Auftritt von Schiffen der Sovereign-Klasse im Fernsehen geben. Das Schiff wurde tatsächlich nur nebensächlich in Star Trek: DS9 erwähnt oder angedeutet. In Videospielen wurde diese Klasse von Schiffen zum Beispiel in Star Trek Armada I & II verwendet.
Das ca. 3 Meter lange Film-Modell wurde am 5. Oktober 2006 bei der 40 Years of Star Trek: The Collection-Auktion bei Christie’s in New York für 132.000 US-Dollar versteigert.

#### USS Enterprise (NCC-1701-F)
Die USS Enterprise (Odyssey-Klasse) mit der Registriernummer NCC-1701-F wird das erste Mal in der Folge Võx (S3E9) der Serie Star Trek: Picard offiziell gezeigt. Sie wird im Jahr 2401 am „Tag der Grenze“ (Frontier Day) von Admiral Elizabeth Shelby kommandiert. Sie wird vorzeitig außer Dienst gestellt, da die USS Titan-A umgetauft wird und fortan den Namen Enterprise (NCC 1701-G) trägt. Die Enterprise-F ist 1.061,1 Meter lang und 147,92 Meter hoch. Sie hat eine Standardbesatzung von 1.600 Personen und ist mit 19 Mark-XII Phaserbänken, vier variablen Torpedorampen, zwei Phaserkanonentürmen und zwei schweren Phaserkanonen ausgerüstet. Sie verfügt ebenfalls über einen Multi-Vektor-Operationsmodus. Bei diesem kann das Schiff geteilt werden. Die Untertassensektion und der Sekundärrumpf (Antriebssektion) können dabei eigenständig operieren. Das Schiff wurde zunächst für das Videospiel Star Trek Online von Adam Ilhe entworfen und tauchte dort im Rahmen von Storylines als nicht spielbar auf. Der Showrunner von Star Trek: Picard, Terry Matalas, bestätigte im Vorfeld der dritten Staffel der Serie, dass das Schiff dort im Rahmen der Handlung auftaucht. Damit wurde die Enterprise-F im aus dem Spiel bekannten Design in den offiziellen Star-Trek-Kanon übernommen.

#### USS Enterprise (NCC-1701-G)
siehe: USS Titan (NCC-80102-A)

#### USS Enterprise (NCC-1701-J)
Die Enterprise-J ist in der Folge Azati Prime aus der 3. Staffel der Serie Star Trek: Enterprise zu sehen. Sie wird als Raumschiff der Föderation aus dem 26. Jahrhundert beschrieben, auf dem unter anderem Menschen und Xindi gemeinsam friedlich ihren Dienst verrichten.

#### ISS Enterprise (NX-01)
Die ISS Enterprise ist das Gegenstück zur Enterprise NX-01 aus dem Spiegeluniversum. Es ist das Flaggschiff des Terranischen Imperiums und steht unter dem Befehl von Captain Forrest. Nach einer Meuterei übernimmt jedoch sein erster Offizier, Commander Jonathan Archer, das Kommando und fliegt mit ihr in den tholianischen Raum, wo er die USS Defiant aus dem bekannten Star-Trek-Universum findet. Danach wird die Enterprise von den Tholianern zerstört, Archers Außenteam auf der Defiant kann jedoch mit derselben entkommen.
Sie ist technisch um einiges fortschrittlicher als ihr Gegenstück aus dem „normalen“ Universum. So hat sie einen Traktorstrahl anstatt Greifarmen, ist mit Photonentorpedos bewaffnet und verfügt über eine sulibanische Tarnvorrichtung, mit der sie auch getarnt feuern kann.

#### ISS Enterprise (NCC-1701)
Sie ist das Gegenstück zu Kirks Enterprise im Spiegeluniversum. Kommandiert wird sie von Kirks Gegenstück aus dem Spiegeluniversum, der seinen Vorgänger Captain Christopher Pike tötete. Während eines Transporterunfalls gelangen Kirk und ein Außenteam an Bord. Dort üben sie Einfluss auf den Spock des Spiegeluniversums aus, der danach Imperator wird und das Imperium mit Reformen so schwächt, dass schließlich die Klingonisch-Cardassianische Allianz das Imperium erobern kann.

### USS Equinox (NCC-72381)
Die USS Equinox ist ein Raumschiff der Sternenflotte, das der Nova-Klasse angehört. Sie wird 2370 in Dienst gestellt. Das Kommando übernimmt Captain Rudolph Ransom. Zu Beginn des Jahres 2371 wird die Equinox durch ein mächtiges Wesen, das als „der Fürsorger“ bekannt ist, in den Delta-Quadranten versetzt. Das gleiche Schicksal erleidet einige Monate später die USS Voyager. Während des Jahreswechsels 2375/76 treffen beide Schiffe aufeinander. Die Equinox hat bei ihrer Entführung in den Delta-Quadranten deutlich größere Schäden erlitten als die Voyager. Die Besatzung der Voyager findet heraus, dass Ransom auf unethische Methoden zurückgegriffen hat, um den Antrieb seines Schiffs für die Heimreise funktionsfähig zu halten. Er benutzt eine Technik, um transdimensionale Wesen anzulocken, die getötet werden, um aus ihnen Energie zu gewinnen. Als die Wesen zurückschlagen, wird die Equinox zerstört. Ransom und der Großteil seiner Crew sterben. Die fünf Überlebenden werden in die Besatzung der Voyager integriert (Star Trek: Raumschiff Voyager, Doppelfolge 5.26–6.01: Equinox).

### USS Excelsior (NX-2000)

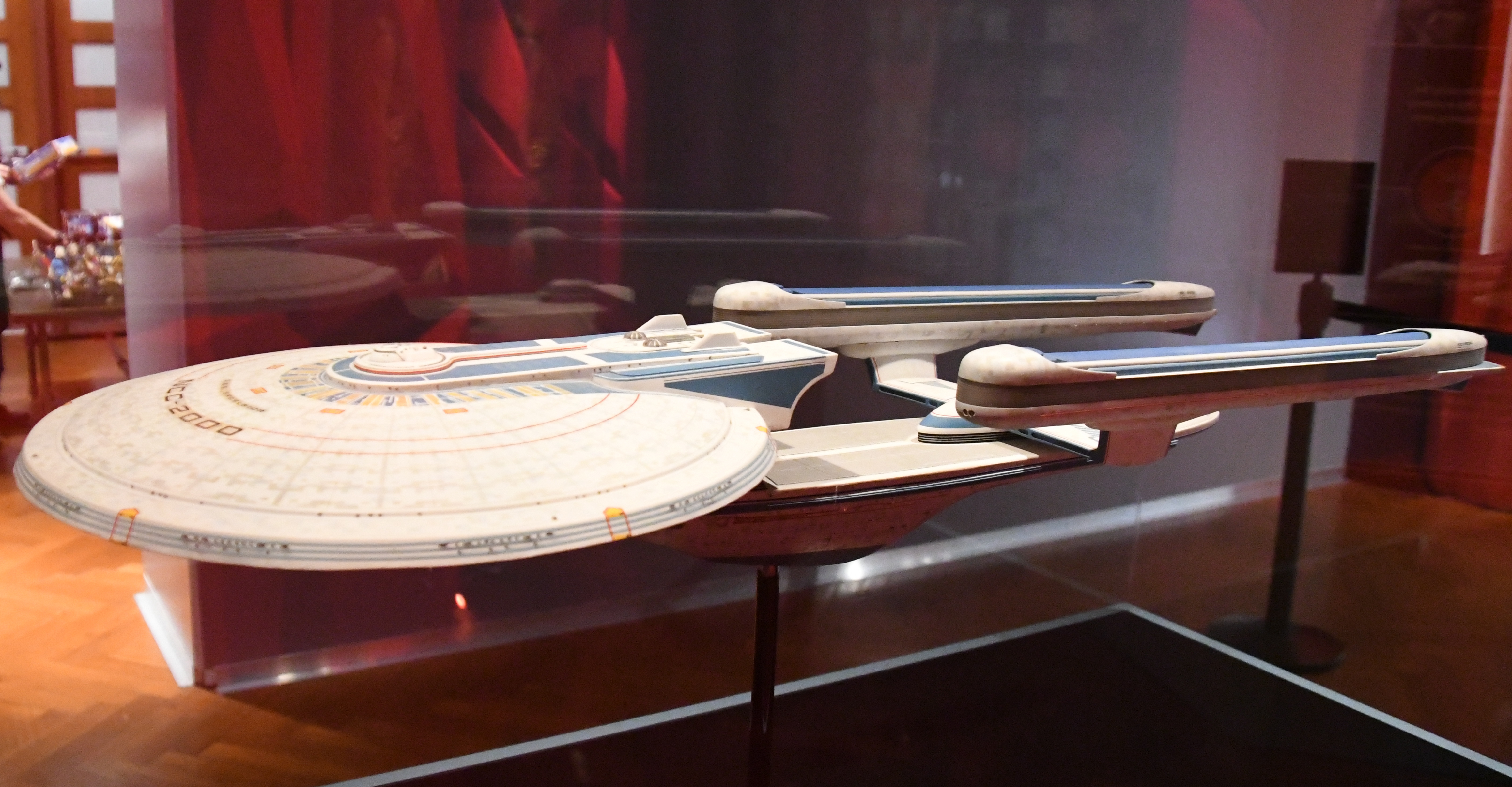
Das Originalmodell der Excelsior

Die USS Excelsior ist ein Raumschiff der Sternenflotte und das Typschiff der nach ihr benannten Excelsior-Klasse. Sie wird 2285 in Dienst gestellt und ist zu dieser Zeit das modernste und leistungsfähigste Schiff der Flotte. Die Excelsior und ihre späteren Schwesterschiffe sind als Ersatz für die in die Jahre gekommene Constitution-Klasse gedacht, zu der auch die USS Enterprise NCC 1701 gehört. Zu den verbesserten Systemen der Excelsior gehört unter anderem ein Transwarpantrieb (der aber sehr wahrscheinlich nichts mit den Antriebssystemen zu tun hat, die in der zweiten Hälfte des 24. Jahrhunderts als Transwarp bezeichnet werden). Die Registriernummer der Excelsior lautet zunächst NX-2000 und wird später in NCC-2000 geändert.
Im Film Star Trek III: Auf der Suche nach Mr. Spock hat die Excelsior ihren ersten Auftritt. Sie wird hier von Captain Harry Styles kommandiert. Chefingenieur ist zu dieser Zeit Montgomery Scott, der von der Enterprise hierher gewechselt ist. Er nutzt seine Position, um den Transwarpantrieb der Excelsior zu sabotieren, um sie so an der Verfolgung der Enterprise zu hindern, mit der James T. Kirk eine nicht genehmigte Mission zum Genesis-Planeten unternimmt, wo er den wiederbelebten Spock retten will.
Im Jahr 2287 wird Hikaru Sulu, der ehemalige Steuermann der USS Enterprise NCC 1701 und USS Enterprise NCC 1701-A Captain der Excelsior. Unter seinem Kommando nimmt das Schiff seinen regulären Dienst auf. 2290 unternimmt die Excelsior eine dreijährige Forschungsmission im Beta-Quadranten. Bei ihrer Rückkehr ins Föderationsgebiet gerät sie in eine Schockwelle, die durch die Explosion des klingonischen Mondes Praxis verursacht wurde. Die Excelsior ist das erste Föderationsraumschiff, das diese Katastrophe registriert. Sulu bietet den Klingonen Hilfe an, was diese aber ablehnen (Star Trek VI: Das unentdeckte Land).
Als etwas später Captain Kirk und Dr. McCoy von den Klingonen für den Mord an Kanzler Gorkon verantwortlich gemacht und auf die Strafkolonie nach Rura Penthe verbannt werden, plant Sulu mit der Excelsior eine Rettungsoperation. Sein Eindringen in den klingonischen Raum wird aber von einem Geschwader unter dem Kommando von Captain Kang entdeckt und er muss sich zurückziehen. Zu dieser Zeit ist Janice Rand, die ebenfalls an Bord der Enterprise gedient hatte, Sulus Kommunikationsoffizierin. Tuvok, der 2371 Sicherheitsoffizier der Voyager wird, hat 2293 auf der Excelsior seinen ersten Einsatz nach dem Abschluss der Sternenflottenakademie (Star Trek VI: Das unentdeckte Land; Star Trek: Raumschiff Voyager, Folge 3.02: Tuvoks Flashback).
Als es schließlich der Besatzung der Enterprise gelingt, Kirk und McCoy zu befreien, erfahren sie von einem geplanten Attentat, durch das die Friedensgespräche zwischen der Föderation und den Klingonen auf dem Planeten Khitomer sabotiert werden sollen. Die Enterprise fliegt nach Khitomer, um das zu verhindern. Dabei kommt es zum Kampf mit dem Raumschiff des klingonischen Generals Chang. Sulu kommt mit der Excelsior der Enterprise in diesem Kampf zu Hilfe (Star Trek VI: Das unentdeckte Land).
Gemäß einer Texttafel, die in der Serie Star Trek: Picard gezeigt wird, bleibt Sulu bis 2320 Captain der Excelsior. Nach ihrer Außerdienststellung wird sie ins Sternenflottenmuseum verbracht, wo sie mindestens bis ins Jahr 2402 verbleibt (Star Trek: Picard, Folge 2.01: Die Stargazer und 3.06: Die Bounty).
Im 24. und frühen 25. Jahrhundert tragen mindestens zwei weitere Raumschiffe der Sternenflotte den Namen Excelsior.

### USS Franklin (NX-326)
Die USS Franklin ist ein Raumschiff der Sternenflotte der Vereinigten Erde und später der Sternenflotte der Föderation. Sie ist das erste irdische Schiff, welches Warp 4 erreichen kann.
Die USS Franklin ist außerdem dasjenige Raumschiff, mit dem Kirk und seine Crew 2263 vom Planeten Altamid fliehen und die Raumstation Yorktown retten (Star Trek Beyond). Es war über 100 Jahre vor dem Angriff von Krall, dem ehemaligen Kommandanten der USS Franklin Balthazar Edison, wie die USS Enterprise ebenfalls auf dem Planeten abgestürzt und wurde von Scotty zusammen mit Jaylah wieder instand gesetzt.

### USS Hood (NCC-42296)
Die USS Hood ist ein Schiff der Excelsior-Klasse, das im 24. Jahrhundert aktiv ist. In den 2360er Jahren steht sie unter dem Kommando von Captain Robert DeSoto. Um 2361 übernimmt William T. Riker den Posten des ersten Offiziers. 2362 kommt auch Geordi La Forge an Bord. 2364 wechseln beide auf die Enterprise-D. In den folgenden Jahren trifft sich die Enterprise mehrmals mit der Hood und beide Schiffe nehmen an mehreren gemeinsamen Operationen teil. In den 2370er Jahren ist die Hood im Dominion-Krieg an mehreren bedeutenden Schlachten beteiligt. 2381 (jetzt unter dem Kommando von Captain Murakami) führt sie eine Mission zusammen mit der USS Cerritos und der USS Carlsbad durch.

### Kumari
Die Kumari ist ein Raumschiff der Andorianischen Imperialen Garde, das im 22. Jahrhundert aktiv ist. Es ist benannt nach einem Eisbrecher, dem die erste Umrundung von Andoria gelang. Die Kumari steht ab 2142 unter dem Kommando von Thy’lek Shran. Ende 2153 folgt sie dem irdischen Raumschiff Enterprise NX-01 in die Delphische Ausdehnung. Die Enterprise ist auf der Suche nach den Xindi, die eine Waffe bauen, welche die Erde vernichten soll. Shran beabsichtigt zunächst, die Xindi-Technologie den Andorianern nutzbar zu machen, hilft aber schließlich der Enterprise Anfang 2154 bei der Zerstörung der Xindi-Waffe.
Einige Monate später erreichen die Feindseligkeiten zwischen den Andorianern und den Vulkaniern ihren Höhepunkt, als das vulkanische Oberkommando einen Präventivschlag gegen die andorianische Heimatwelt anordnet und eine Invasionsflotte ausschickt. Die Andorianer ziehen hastig eine Flotte aus der Kumari und fünf weiteren Schiffen zusammen. Gemeinsam mit der Enterprise können sie die Invasion vereiteln. Auf Vulkan wird zeitgleich das Oberkommando gestürzt und es beginnt eine politische und kulturelle Erneuerung.
Im November 2154 wird die Kumari von einem romulanischen Drohnenschiff zerstört, als sie den andorianischen Botschafter zu einer Konferenz eskortieren soll. Shran und die restlichen Überlebenden werden von der Enterprise gerettet.

### Raumschiffe mit dem Namensbestandteil La Sirena

#### SS La Sirena (NAR-93131)
Die La Sirena ist ein ziviles Frachtschiff, das in den 2390er Jahren von dem ehemaligen Sternenflottenoffizier Cristóbal Rios betrieben wird. Neben ihm besteht die Besatzung nur noch aus fünf Hologrammen, die er nach seinem Abbild erschaffen hat. 2399 heuert Admiral Jean-Luc Picard Rios an, da er sich mit der La Sirena auf die Suche nach Bruce Maddox und Soji Asha begeben will. Im Laufe dieser Mission stürzt das Schiff auf dem Planeten Coppelius ab, kann aber wieder flott gemacht werden.
Nach Rios’ Rückkehr zur Sternenflotte übergibt er die La Sirena an Seven of Nine, die das Schiff bis 2401 nutzt, um die Fenris-Ranger zu unterstützen. Nachdem auch Seven schließlich zur Sternenflotte geht, nutzt Raffaela Musiker die La Sirena für eine verdeckte Operation im Auftrag des Geheimdienstes der Sternenflotte.

#### CSS La Sirena (NCC-93131)
Die CSS La Sirena ist das Gegenstück der SS La Sirena in einem alternativen Universum, in dem statt der Föderation die imperialistische Konföderation existiert. Als sich Picard, Rios, Seven und Musiker sowie Agnes Jurati und Elnor unerwartet in diesem Universum wiederfinden, machen sie mit der La Sirena eine Zeitreise ins Jahr 2024, um den korrekten Verlauf der Geschichte wiederherzustellen.

### Phoenix
Die Phoenix ist das erste irdische Raumschiff, das über einen Warpantrieb verfügt. Nach dem Ende des Dritten Weltkriegs wird sie von Zefram Cochrane entwickelt und von ihm und seiner Assistentin Lily Sloan gebaut. Die Phoenix ist eine umgebaute Atomrakete, die mit ausfahrbaren Warpgondeln und einem Cockpit für drei Personen versehen wurde. Der Erstflug der Phoenix am 5. April 2063 wird von einem Raumschiff der Vulkanier registriert, das sich zu dieser Zeit im Sonnensystem aufhält. Hierauf geben sich die Vulkanier zu erkennen, und es kommt in Bozeman im US-Bundesstaat Montana zum offiziellen Erstkontakt der Menschheit mit einer außerirdischen Spezies.
Im Jahr 2373 scheitert ein Versuch der Borg, die Erde zu erobern und die Menschheit zu assimilieren. Ein kleines Raumschiff der Borg unternimmt daraufhin eine Zeitreise ins Jahr 2063, um den Erstkontakt zwischen Menschen und Vulkaniern zu verhindern, wodurch eine Eroberung des Planeten erheblich erleichtert werden soll. Die USS Enterprise NCC 1701-E unter dem Kommando von Jean-Luc Picard folgt den Borg und durchkreuzt ihre Pläne. Die Mannschaft nimmt Kontakt mit Cochrane auf und verhindert die Zerstörung der Phoenix. Der erste Offizier William T. Riker und der Chefingenieur Geordi La Forge begleiten Cochrane bei seinem Erstflug. Als es schließlich zum Erstkontakt mit den Vulkaniern kommt, reist die Enterprise zurück ins 24. Jahrhundert, um die Zeitlinie nicht weiter zu beeinflussen (Star Trek: Der erste Kontakt).
Die Phoenix wird später dem Smithsonian Air and Space Museum als Ausstellungsobjekt übergeben (Star Trek: Der erste Kontakt). Am Ort des Erstkontakts in Bozeman befindet sich im 24. Jahrhundert ein Themenpark, dessen größte Attraktion ein flugfähiger Nachbau der Phoenix ist (Star Trek: Lower Decks, Folge 3.01: Startverbot).

### USS Protostar (NX-76884)
Die USS Protostar ist ein experimentelles Schiff der Sternenflotte. Es wird nach 2378 in Dienst gestellt und steht zunächst unter dem Kommando von Captain Chakotay. Es verfügt über einen Protostern-Antrieb, mit dem sehr hohe Geschwindigkeiten erreicht werden können, und soll für eine weitere Erforschung des Delta-Quadranten genutzt werden. Durch eine temporale Anomalie wird die Protostar in die Zukunft versetzt. Dort trifft das Schiff auf das Volk der Vau N’Akat, das nach dem Erstkontakt mit der Föderation in einen 50-jährigen Bürgerkrieg gestürzt wurde. Die Vau N’Akat geben der Föderation die alleinige Schuld an dem Krieg und sinnen auf Rache. Sie übernehmen die Kontrolle über die Protostar, nehmen die Mannschaft gefangen und wollen das Schiff als eine Art trojanisches Pferd durch die Anomalie zurück in die Vergangenheit schicken, wo es einen Virus auf alle Schiffe der Sternenflotte übertragen soll, der dafür sorgt, dass sie sich gegenseitig zerstören. Kurz bevor dieser Plan ausgeführt werden soll, gelingt es jedoch Chakotay, die Protostar seinerseits durch die Anomalie zu schicken. Sie gelangt dadurch nicht in den Föderationsraum, sondern geht verloren.
Die Vau N’Akat schicken nun Agenten zurück in die Vergangenheit, um die Protostar wiederzufinden. Einer von ihnen, der Diviner, lokalisiert sie 2366 irgendwo auf dem Planeten Tars Lamora. Er baut dort eine Gefängniskolonie auf und lässt die Insassen nach ihr suchen. Fünf jungen Gefangenen gelingt es jedoch im Jahr 2383, das Schiff zu finden und damit zu fliehen, bevor der Diviner es in seinen Besitz bringen kann. Zusammen mit Gwyn, der Tochter des Diviner, die als Geisel genommen wurde, machen sie sich auf den Weg in den Alpha-Quadranten, um dort die Föderation kennenzulernen. Unterstützt werden sie dabei von einem Trainingshologramm, das Kathryn Janeway nachempfunden ist und die neue Besatzung irrtümlich für Kadetten hält. Gwyn freundet sich allmählich mit den anderen Besatzungsmitgliedern an.
Die Protostar wird jetzt vom Diviner verfolgt, und einige Zeit später nimmt auch das Sternenflottenraumschiff USS Dauntless ihre Spur auf, das unter dem Kommando der echten Admiral Kathryn Janeway steht, die das Schicksal ihres Freundes Chakotay aufklären will. Als die Protostar schließlich die Grenze des Föderationsraums erreicht, entdeckt die Mannschaft die Vorrichtung, die den Virus übertragen soll. Da sie sich weder abschalten noch entfernen lässt, entschließt sich die Mannschaft, absolute Funkstille zu halten. Die Protostar wird jedoch bald von der Dauntless gestellt. Unter deren Besatzung befindet sich eine Agentin der Vau N’Akat, die auf die Protostar beamt und den Virus auf alle anderen Schiffe der Flotte überträgt. Die völlige Vernichtung der Flotte kann nur verhindert werden, indem Hologramm-Janeway die Protostar zerstört.

### Runabouts
Runabouts sind kleine Raumschiffe der Sternenflotte, die in der zweiten Hälfte des 24. Jahrhunderts für interstellare Kurzstreckenflüge eingesetzt werden. Sie sind deutlich größer als Shuttles, operieren aber nicht autonom, sondern sind gewöhnlicherweise auf einem Raumschiff oder einer Raumstation stationiert.
Am häufigsten sind die Runabouts der Danube-Klasse zu sehen. Diese sind nach irdischen Flüssen benannt (Danube ist der englische Name der Donau). Im Jahr 2369 ist mindestens ein Runabout der Danube-Klasse unbekannten Namens an Bord der USS Enterprise NCC 1701-D stationiert. Als die Föderation im selben Jahr gemeinsam mit den Bajoranern die Verwaltung der Raumstation Deep Space 9 übernimmt, werden dort drei Runabouts stationiert. Mehrere Runabouts gehen bei Einsätzen verloren und werden später ersetzt. Während der siebenjährigen Laufzeit der Serie Star Trek: Deep Space Nine sind der Station folgende zehn Runabouts zugewiesen:
- USS Rio Grande (NCC 72452): 2369–nach 2375
- USS Yangtzee Kiang (NCC-72453): 2369
- USS Ganges (NCC-72454): 2369–2370
- USS Mekong (NCC-72914): 2370–2371
- USS Orinoko (NCC-72905): 2370–2372
- USS Rubicon (NCC 72936): 2371–nach 2374
- USS Volga (NCC-73196): 2372–nach 2373
- USS Yukon (NCC-74602): 2372–2373
- USS Shenandoah (NCC-73024): 2374
- USS Gander: 2375

Im Jahr 2372 findet sich Fähnrich Harry Kim in einer alternativen Zeitlinie wieder, in der er nicht mit der Voyager in den Delta-Quadranten geflogen ist, sondern auf der Erde an der Entwicklung eines neuen Runabout-Prototyps, der USS Yellowstone, arbeitet. Ob die Yellowstone auch in der Hauptzeitlinie existiert, ist unklar.
In der deutschen Synchronisation der verschiedenen Star-Trek-Serien wurde nicht wie im Englischen zwischen „Shuttlecraft“ und „Runabout“ unterschieden, sondern beide Begriffe wurden mit „Shuttle“ übersetzt.

### Raumschiffe mit dem Namensbestandteil Stargazer

#### USS Stargazer (NCC-2893)
Die Stargazer ist ein Schiff der Constellation-Klasse, das 2326 in Dienst gestellt wird. Spätestens 2333 tritt der junge Jean-Luc Picard seinen Posten als Steuermann der Stargazer an. Als in diesem Jahr der Captain des Schiffs getötet wird, übernimmt Picard zunächst temporär das Kommando. Er wird anschließend regulär zum Captain befördert und als dauerhafter Kommandant der Stargazer eingesetzt. Picard ist damit einer der jüngsten Captains in der Geschichte der Sternenflotte. Zu Picards Besatzung gehört sein langjähriger Freund Jack R. Crusher. Dieser wird 2353 bei einer Außenmission getötet und Picard muss seiner Witwe Beverly und seinem Sohn Wesley die traurige Nachricht überbringen. Im Jahr 2355 wird die Stargazer im Maxia-Zeta-System von einem unbekannten Raumschiff angegriffen, das sich später als ein Schiff der Ferengi herausstellt. Durch ein brillantes taktisches Manöver, das als Picard-Manöver bekannt wird, gelingt es Picard, den Angreifer zu zerstören. Die Stargazer wird aber so schwer beschädigt, dass sie aufgegeben werden muss. Für den Verlust seines Schiffs muss sich Picard vor einem Militärgericht verantworten, wird aber von allen Anklagepunkten freigesprochen.
Kurz nachdem Picard im Jahr 2364 das Kommando der USS Enterprise NCC 1701-D übernimmt, sucht ihn der Ferengi-DaiMon Bok auf, der ihm das wiedergefundene Wrack der Stargazer zum Geschenk macht. Er gibt vor, damit den „Helden der Schlacht von Maxia“ ehren zu wollen. Tatsächlich handelt es sich um einen Racheplan, denn bei der Schlacht ist Boks Sohn ums Leben gekommen. Mittels eines Gedankenkontrollgeräts will er Picard dazu bringen, die damaligen Ereignisse noch einmal zu durchleben und mit der Stargazer die haushoch überlegene Enterprise anzugreifen. Boks Plan kann vereitelt werden und die Stargazer wird zunächst zu einer Sternenbasis und später ins Sternenflottenmuseum gebracht, wo sie mindestens bis zum Jahr 2402 ausgestellt wird.

#### USS Stargazer (NCC-82893)
Die Stargazer ist ein Schiff der Sagan-Klasse und wird im späten 24. oder frühen 25. Jahrhundert in Dienst gestellt. Sie gehört zu den ersten Schiffen der Sternenflotte, die über Komponenten verfügen, die aus der Erforschung von Borg-Technologie hervorgegangen sind. Irgendwann zwischen 2399 und 2401 übernimmt Cristóbal Rios das Kommando der Stargazer. Im Jahr 2401 trifft die Stargazer auf eine Anomalie, aus der ein Borgschiff herauskommt. Die Borg drängen auf Verhandlungen und beamen dazu ihre Königin auf die Stargazer. Dort versucht sie das Schiff zu übernehmen. Picard verhindert das, indem er die Selbstzerstörung der Stargazer auslöst. Daraufhin finden sich Rios, Jean-Luc Picard, Raffi Musiker, Seven of Nine, Agnes Jurati und Elnor durch das Zutun des mächtigen Wesens Q in einer alternativen Zeitlinie wieder. Um die richtige Zeitlinie wiederherzustellen, müssen sie eine Zeitreise ins Jahr 2024 machen. Als sie dort ihre Mission erfüllt haben, entscheidet sich Rios, in der Vergangenheit zu bleiben. Nach der Rückkehr ins Jahr 2401 übernimmt Seven of Nine temporär das Kommando der wiederhergestellten Stargazer (Star Trek: Picard, Folge 2.01: Die Stargazer und 2.10: Abschied).

### Raumschiffe mit dem Namensbestandteil Titan

#### USS Titan (NCC-80102)
Die USS Titan ist eines von 12 Raumschiffen der Luna-Klasse. Benannt ist sie wie alle Schiffe dieser Klasse nach Monden im Sol-Sonnensystem. Ihr Stapellauf erfolgte im Jahr 2379. Die Schiffe der Luna-Klasse sind als Langstrecken-Forschungsschiffe entwickelt worden und technisch gesehen zwischen der Intrepid-Klasse und der Abassador-Klasse angesiedelt. Die Titan und ihre Schwesterschiffe sind ca. 450 Meter lang und haben eine Standardbesatzung von 350 Personen. Das Schiff der Sternenflotte, bei der die Crew aus den meisten verschiedenen Spezies besteht, ist die USS Titan. So beträgt der menschliche Anteil der Besatzung nur etwa 15 Prozent. An Bord sind nicht nur humanoide Crewmitglieder, sondern ebenfalls viele nicht humanoide, was viele spezifische Umbauten an den Quartieren für die Crew notwendig machte. Um die Vielfalt an Bord zu verdeutlichen, entschied sich Captain William Riker (Jonathan Frakes) für den Text „Unendliche Mannigfaltigkeit in unendlichen Kombinationen“ auf der Widmungsplakette auf der Brücke der Titan. Am Ende der Handlung des Films Star Trek: Nemesis wurde ihm das Kommando übertragen. Sie wird in Star Trek: Lower Decks ebenfalls von ihm kommandiert.
Die Titan ist Haupthandlungsort in der Buchreihe Star Trek: Titan und hat ebenfalls Auftritte in den Star-Trek-Roman-Miniserien Star Trek: Destiny, Star Trek: Typhon Pact und Star Trek: The Fall.
Das Design des Schiffs in Star Trek: Lower Decks basiert auf dem Design für die Buchreihe, das Sean P. Tourangeau im Zuge eines Wettbewerbs entwarf.
Auch die Registriernummer ist in der Serie mit der in den Büchern identisch.

#### USS Titan (NCC-80102-A)
Die USS Titan-A ist in der 3. Staffel der Serie Star Trek: Picard zu sehen. Sie ist ein Schiff der Neo-Constitution-Klasse bzw. Constitution III-Klasse. Die Schiffsklasse wurde als Forschungsschiff entwickelt. Das Schiffsdesign ist deutlich erkennbar eine Weiterentwicklung der Constitution-Klasse Refit und stellt ein Retrodesign dar. Das Schiff basiert auf einem Entwurf von Bill Krause einem Star Trek Fan, der in die Serie übernommen wurde. Die Titan-A wird von Captain Liam Shaw kommandiert. Das Motto des Schiffes, das auf der Widmungsplakette auf der Brücke zu finden ist, lautet „Second Star to the right and straight on 'til morning“. Dieses Zitat, eine Abwandlung aus dem Disney-Film Peter Pan („Second to the right an straight on till morning“) aus dem Jahre 1953, sagt James T. Kirk am Ende der Handlung von Star Trek VI: Das unentdeckte Land.
Nach Shaws Tod übernimmt seine erste Offizierin Seven of Nine das Kommando. Das Schiff wird 2402 in USS Enterprise (NCC-1701-G) umbenannt.

### Raumschiffe mit dem Namensbestandteil Voyager

#### USS Voyager (NCC-74656)

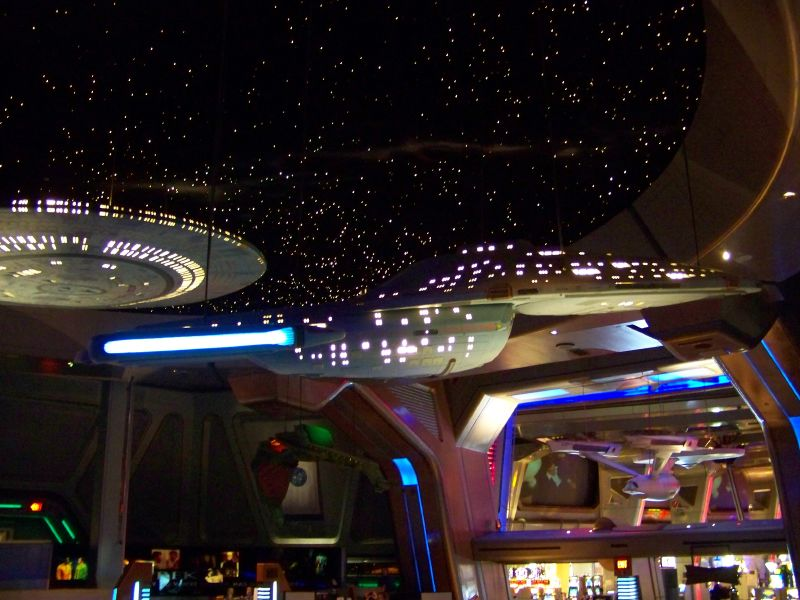
Modell der USS Voyager

Die USS Voyager ist zugleich namensgebendes Schiff und Haupthandlungsort der Fernsehserie Star Trek: Raumschiff Voyager.
Das Schiff wird 2371 in Dienst gestellt und untersteht dem Kommando von Captain Kathryn Janeway (Kate Mulgrew). Es ist ein mittelgroßes Schiff der Intrepid-Klasse, die hauptsächlich für die Erforschung des Tiefenraums entwickelt wurde. Die Voyager ist ca. 300 Meter lang und hat 15 Decks und verfügt zum Zeitpunkt der Indienststellung über die fortschrittlichsten Forschungseinrichtungen der Sternenflotte. Als eines von wenigen Sternenflottenschiffen ist die Voyager für Landungen auf Planeten konzipiert. Sie hat eine Standardbesatzung von 150 Personen. Durch einen Unfall gelangt die Voyager ans andere Ende der Galaxie in den Delta-Quadranten. Dort ist sie von der Sternenflotte und damit von weiterentwickelter Technologie abgeschnitten. Während der Reise zurück in den Alpha-Quadranten werden jedoch von der Crew diverse Modifikationen vorgenommen.
Nach einer sieben Jahre dauernden Reise kann die Voyager im Jahre 2378 samt Besatzung die Erde erreichen. Das Schiff wird anschließend außer Dienst gestellt und mindestens bis ins Jahr 2402 als Museumsschiff im Sternenflottenmuseum auf Athan Prime ausgestellt.

#### USS Voyager (NCC-74656-A)
Die USS Voyager NCC-74656-A wird um 2384 in Dienst gestellt. Sie gehört der Lamarr-Klasse an, die der Intrepid-Klasse ähnelt, aber deutlich größer ist. Die Voyager-A spielt eine wesentliche Rolle in der zweiten Staffel von Star Trek: Prodigy.

#### USS Voyager (NCC-74656-B)
Die USS Voyager NCC-74656-B ist ein Schiff der Pathfinder-Klasse und wird 2401 in Dienst gestellt. Sie ist nur kurz in einer Folge von Star Trek: Picard zu sehen.

#### USS Voyager (NCC-74656-J)
Die USS Voyager NCC-74656-J ist ein Raumschiff des 32. Jahrhunderts und gehört einer neuen Intrepid-Klasse an. Sie ist 3189 im Hauptquartier der Föderation stationiert, als die Discovery dort eintrifft. 3190 wird die Voyager mit einem neuen Antrieb ausgerüstet. Lieutenant Nilsson, ein Besatzungsmitglied der Discovery, wechselt 3191 auf die Voyager J.

### SS Xhosa
Die SS Xhosa ist ein Frachtschiff der Antares-Klasse unter dem Kommando von Kasidy Yates. Die Xhosa besucht ab 2371 regelmäßig die Raumstation Deep Space Nine, wo sich zwischen Yates und dem Stationskommandanten Benjamin Sisko eine Romanze entwickelt. Als Yates beginnt, für die Bajoraner zu arbeiten, nutzt sie dies, um auch Güter an den Maquis zu liefern, der von der Föderation als terroristische Vereinigung betrachtet wird. Ihre Zusammenarbeit mit dem Maquis fliegt 2372 auf, als sie bei einer Lieferung unwissentlich Waffen transportiert. Als Konsequenz wird die Xhosa beschlagnahmt und Yates muss für sechs Monate ins Gefängnis. Nach ihrer Entlassung übernimmt sie das Kommando eines anderen Frachtschiffs.
Die Xhosa ist nach dem südafrikanischen Volk der Xhosa benannt.

## Raumstationen

### Terok Nor bzw. Deep Space Nine

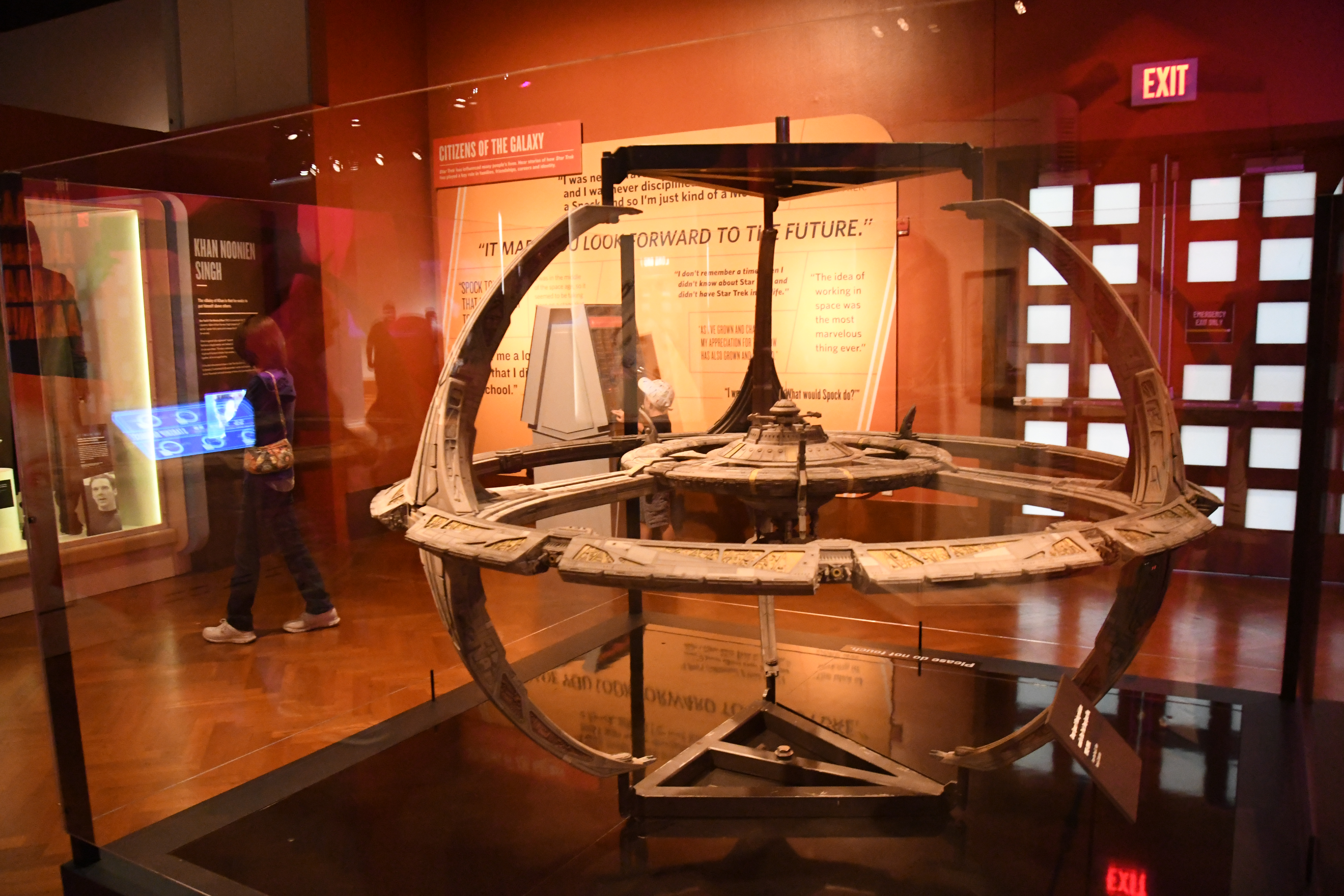
Das Originalmodell der Raumstation Deep Space Nine

Die Raumstation Terok Nor wurde einst von den Cardassianern konstruiert und zur Erzaufbereitung betrieben. Im Jahr 2369 übernimmt die Sternenflotte in Kooperation mit den Bajoranern die Station. Damit einhergehend wird sie in Deep Space Nine umbenannt und vom Orbit des Planeten Bajor in die Nähe des Alpha-Quadrant-seitigen Endes des bajoranischen Wurmlochs verlegt. Im Jahr 2376, dem ersten Jahr nach dem Ende der Handlung der Fernsehserie Star Trek: Deep Space Nine, wird die Station schwer beschädigt, sodass die Sternenflotte den Fusionskern der Station durch den aus der nahezu baugleichen, stillgelegten Schwesterstation Empok Nor ersetzt (Siehe auch: Star Trek: Deep Space Nine (Literarische Fortsetzung)). Im Jahr 2383 wird Deep Space Nine zerstört (→ Romanreihe Star Trek: Typhon Pact), in den folgenden beiden Jahren baut die Sternenflotte eine neue Raumstation namens Deep Space Nine (→ Romanreihe Star Trek: The Fall).

### Empok Nor
Empok Nor ist eine cardassianische Raumstation und baugleich mit Deep Space Nine. Sie wird 2372 aufgegeben, doch die Cardassianer hinterlassen versteckte Fallen, um zu verhindern, dass andere Völker sich die Station zunutze machen. 2373 sucht ein Bergungsteam von Deep Space Nine Empok Nor auf, um dort dringend benötigte Ersatzteile auszubauen. Dabei werden mehrere versteckte Fallen aktiviert. 2374 fliegt eine Gruppe von Ferengi nach Empok Nor, um dort einen Gefangenenaustausch durchzuführen. 2375 lassen sich Gul Dukat und eine Gruppe Bajoraner, die dem Kult der Pah-Geister anhängen, zeitweilig auf Empok Nor nieder.

### Sternenbasis 375
Sternenbasis 375 ist eine Raumstation der Sternenflotte. Nachdem Deep Space Nine Ende 2373 vom Dominion erobert wird, arbeitet Captain Benjamin Sisko Anfang 2374 für einige Zeit als Adjutant von Admiral William Ross auf Sternenbasis 375. Etwa vier Monate später versammelt sich hier eine Flotte, mit der Deep Space Nine zurückerobert wird.
In mehreren Folgen von Star Trek: Picard ist Sternenbasis 375 auf Sternenkarten verzeichnet, sie scheint also in den Jahren 2399–2401 weiterhin in Betrieb zu sein.
Für die Sternenbasis wurde ein leicht modifiziertes Modell wiederverwendet, das erstmals als Orbitale Verwaltungsstation in Star Trek: Der Film zu sehen war und später zur Darstellung weiterer Raumstationen diente, unter anderem der Raumstation Regula 1 im Spielfilm Star Trek II: Der Zorn des Khan.

## Rezeption und Adaptionen
Auch außerhalb des „Star-Trek“-Universums haben die verschiedenen Enterprises Auftritte, und bei diversen Serien gibt es Anspielungen auf die Raumschiffe.
- In der Futurama-Folge Der letzte Trekki bekommt das Planet-Express-Schiff Warpgondeln, die wie jene der USS Enterprise (NCC-1701) aussehen.
- In dem Futurama-Film Bender’s Game nehmen die Enterprise (NX-01) und die USS Enterprise (NCC-1701) an einem Demolition Derby teil.
- In Stargate – Kommando SG-1 schlägt Jack O’Neill öfters vor, das Raumschiff Prometheus „Enterprise“ zu nennen.
  - In der Folge 1969 behauptet Jack O’Neill, dass er Captain Kirk heiße und vom Raumschiff Enterprise käme.
- In der Serie Battlestar Galactica taucht die Enterprise häufig im Hintergrund als Teil der Flotte auf. Zudem taucht die Zahl 1701 (die Registriernummer der Enterprise) häufig auf. Dies ist eine Anspielung auf Ronald D. Moores Zeiten bei Star Trek.
- Aufgrund einer Initiative von Fans der ursprünglichen Fernsehserie benannte die NASA den ersten Prototyp einer Space-Shuttle-Raumfähre nach dem Schiff aus der Fernsehserie. In späteren Serien taucht diese Raumfähre als Vorgänger in einer langen Linie von Schiffen mit dem Namen Enterprise auf – unter anderem im Vorspann von Star Trek: Enterprise. Die Raumfähre war bis 2012 im Steven F. Udvar-Hazy Center des National Air and Space Museum, welches dem Smithsonian Institute angegliedert ist, zu besichtigen. Inzwischen wird es im Intrepid Sea, Air & Space Museum auf dem ehemaligen Flugzeugträger Intrepid im Hafen von New York ausgestellt.[11]
- Das original Studiomodell der ersten Enterprise ist im National Air and Space Museum ausgestellt.
- Die NASA benannte eine Konstellation aus Gammastrahlenquellen nach der Enterprise.[12][13]
- Die US-amerikanische Fluggesellschaft Virgin Galactic entwickelte ab 2005 einen raketengetriebenen Flugzeugtyp namens SpaceShipTwo, der ursprünglich für suborbitale Raumflüge geplant war, jedoch nur eine Höhe von maximal 90 km erreicht, womit die Grenze des Weltraums nach der Dedifinition der NASA und der US Air Force zwar überschritten, nach der Definition der Fédération Aéronautique Internationale hingegen um 10 km verfehlt wird. Vom SpaceShipTwo wurden zwei Exemplare gebaut. Das erste wurde VSS Enterprise getauft. Es hatte seinen Erstflug 2010. 2014 stürzte es ab. Das zweite Exemplar, das seinen Erstflug 2016 hatte, sollte ursprünglich VSS Voyager heißen, erhielt aber schließlich den Namen VSS Unity.
- Der chinesische Spieleentwickler Netdragon Websoft ließ seine zwischen 2010 und 2014 erbaute Konzernzentrale in Changle nach dem Vorbild der Form der Enterprise-E errichten.[14]